# Klaus Schikore

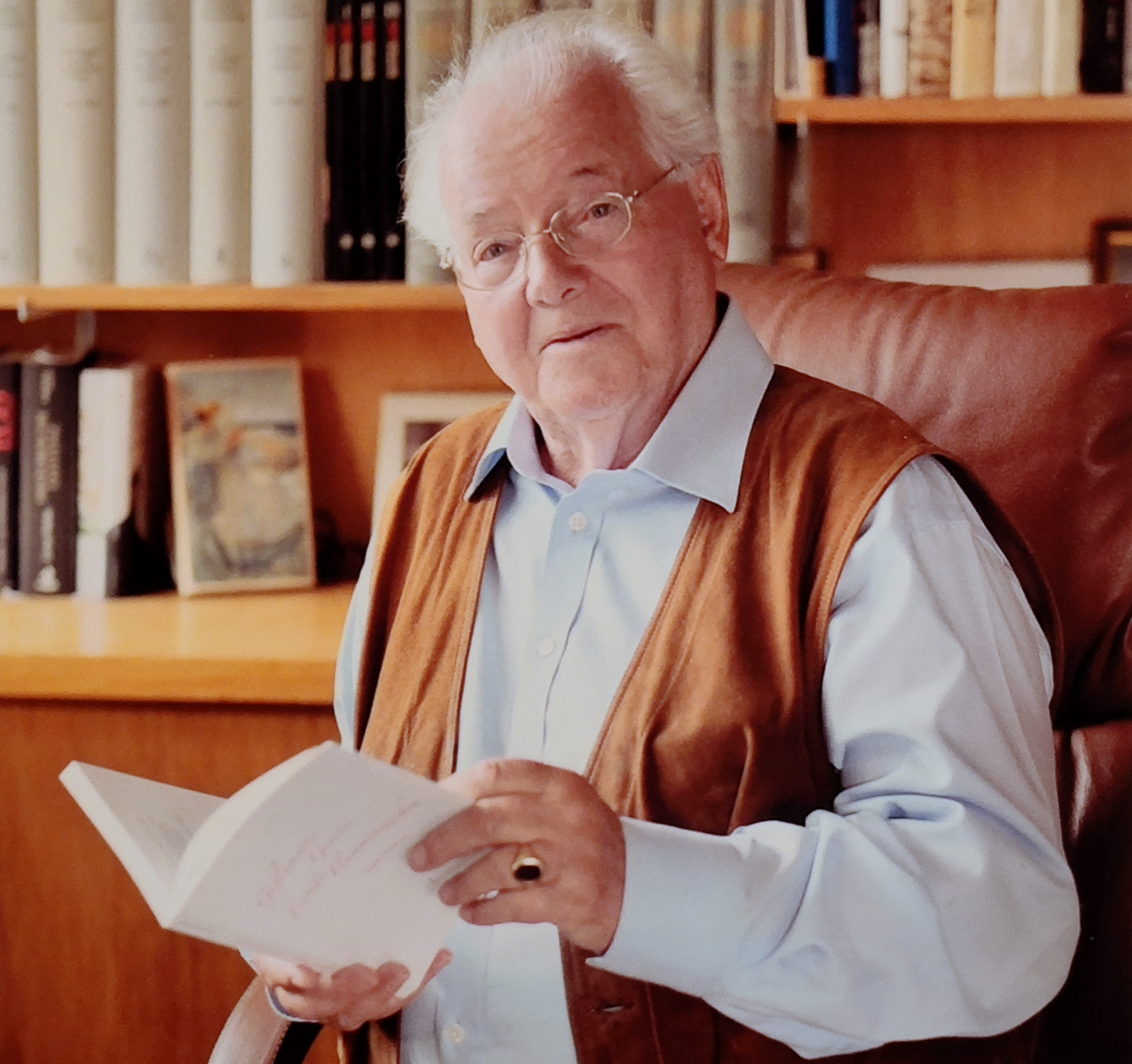
Klaus Schikore

Klaus Schikore (* 7. Juni 1929 in Stralsund) ist ein deutscher Pädagoge und Kommunalpolitiker. Er war bis 1991 Gymnasiallehrer am Gymnasium Osterholz-Scharmbeck in Osterholz-Scharmbeck und dort von 1968 bis 1976 gewählter Ratsherr der Stadt. Er hat eine Jugend in zwei deutschen Diktaturen durchlebt, wurde in der DDR wegen einer Flugblattaktion gegen die Übergriffe von SED sowie sowjetischer Besatzungsmacht verhaftet und von einem sowjetischen Militärtribunal zu einer langjährigen Haftstrafe verurteilt. Er hat als Zeitzeuge die Erfahrungen seines Lebens in mehreren Büchern verarbeitet und sich am öffentlichen, politischen Diskurs beteiligt.

## Leben

### Kindheit und Jugend in der NS-Zeit
Schikore wurde als Sohn des Drogeriebesitzers Otto Schikore geboren, der im NS-System ehrenamtlich führende Positionen in der Allgemeinen SS und in der Kreisleitung der NSDAP eingenommen hat. Im Frühjahr 1940 verunglückte der Vater von Horst und Klaus Schikore im Dienst der Waffen-SS mit dem Wagen und verstarb an den Folgen des Dienstunfalls. Seit dieser Zeit übernahm die SS die weitere Erziehung der Zwillingsbrüder. Im November 1941 verstarb Horst an den Folgen einer schweren Kinderkrankheit, so dass nur Klaus Schikore den von der SS initiierten Schulwechsel auf eine Nationalpolitische Erziehungsanstalt (NPEA / Napola) gehen konnte.
Schikore bestand im April 1942 die Aufnahmeprüfung der im September 1941 gegründeten NPEA-Rügen in Putbus (ehemaliges „Pädagogium“) und verblieb dort bis Kriegsende 1945 als Jungmann (Schüler). In der Hierarchie der drei selten verliehenen Beförderungsstufen wurde er am 21. Juli 1944 zum Jungmann-Gruppenführer ernannt. In den späten Kriegstagen sind die letzten Jungen der NPEA-Rügen auf Flucht vor der Roten Armee mit vier offenen Marinekuttern von der Westküste Rügens über die Ostsee nach Schleswig-Holstein gesegelt und auf Fehmarn gelandet. Schikore lief nachts mit einem fünften Kutter vor Stralsund auf Grund, musste in der zur Festung erklärten Stadt bleiben und wurde dem Kampfkommando einer Marineeinheit zugeteilt, die sich in der Nacht zum 1. Mai 1945 vor dem Einmarsch der Sowjets nach Rügen absetzen konnte. Mitte Mai kehrte er mit einem Flüchtlingstreck nach Stralsund zurück, wurde dort als noch Fünfzehnjähriger von den neuen Machthabern verhaftet und dem sowjetischen NKWD (MWD) übergeben, das ihn aber nach wenigen Wochen aus dem Gefängnis wieder entlassen hat.

### Nachkriegszeit und politische Haft in der DDR
Schikore konnte bei Wiederbeginn der Schule ab Oktober 1945 seine 1942 verlassene Oberschule wieder besuchen, mit dem Hinweis, sich der neuen Situation nicht zu widersetzen. Der Widerstand der Schüler in der Hansa-Schule gegen die Einflussnahme der FDJ auf den Schülerrat, das Verbot der Schülerzeitung sowie die ständige Verfolgung von politisch Andersdenkenden und Übergriffe der Besatzungsmacht führten zur Gründung einer kleinen Widerstandsgruppe in der Hansa-Schule. Gegen die politischen Zustände protestierten drei Stralsunder Oberschüler (Klaus Schikore/12Ag, Jürgen Handschuck/10A, Wolfgang Wober/10B) mit zwei „Flugblatt-Aktionen“: in den Abendstunden des 22.09. und des 05.11.1948. Am 19. November 1948 wurden sie aus dem Unterricht von der „K5“ (Vorläufer der Stasi) verhaftet und dem sowjetischen Geheimdienst (MWD) übergeben. Am 7. Februar 1949 verurteilte ein sowjetisches Militärtribunal Schikore in Abänderung der Todesstrafe zu 25 Jahren Zuchthaus und wurde ins sowjetische Speziallager Nr. 4 gebracht, ins „Gelbe Elend“ von Bautzen. Nachdem im Frühjahr 1950 die Bewachung und Verwaltung des Lagers den Organen der DDR übergeben worden war, wurde er am 16. Januar 1954 auf Grund einer sowjetischen Amnestie in seinen Heimatort Stralsund entlassen. In Bautzen lag er kurze Zeit mit Walter Kempowski auf einem Saal zusammen und lernte über illegale „Gedichtkontakte“ den Namen von Wolfgang Natonek kennen, mit dem er später in Göttingen gemeinsam studierte.

### Neuanfang und Wirken in der BRD
Nach seiner Entlassung aus Bautzen flüchtete er im Februar 1954 über Ost- nach West-Berlin und wurde – nach Anerkennung als „politischer Häftling“ der DDR – in die Bundesrepublik ausgeflogen, um in Göttingen an einem Spätheimkehrerkurs für entlassene politische Häftlinge das Abitur nachzuholen, welches er 1955 bestand. An der Georg-August-Universität Göttingen studierte er von 1955 bis 1961 Germanistik, Geschichte und Philosophie. Hier traf er 1956 wieder mit Wolfgang Natonek zusammen, wo er mit ihm gemeinsam studierte und später als Gutachter mit an der von Kurt Pförtner und Wolfgang Natonek herausgegebenen „Dokumentation aus sowjetischem und sowjetzonalem Gewahrsam “ (1963) tätig war. Eine lebenslange Freundschaft verband beide.
Von 1963 bis 1991 war Schikore als Lehrer am Gymnasium Osterholz-Scharmbeck tätig, seit 1972 bis zu seiner Pensionierung in der Schulleitung als Studiendirektor. Von 1968 bis 1976 war er politisch als Mitglied der SPD-Fraktion Ratsherr der Stadt Osterholz-Scharmbeck. Die Mitgliedschaft in der SPD löste er nach 33 Jahren im Januar 2002 auf, als es im Berliner Abgeordnetenhaus zur „rot-roten“ Koalition von SPD und PDS, der Nachfolgepartei der SED, kam. Spannungen mit der Partei gab auch seine aktive Mitgliedschaft in der von Petra Kelly und Gert Bastian geführten „neuen“ westdeutschen Friedensbewegung. Als Mitglied der „Bürgeraktion Garlstedter Heide“ nahm er 1980 am Treffen in Krefeld teil, wo der „Krefelder Appell“ beschlossen wurde. Im Jahr 2013 wurden die Erlebnisse von Klaus Schikore im Zeitzeugenportal „Gedächtnis der Nation“ (GDN) veröffentlicht. Die Arbeit der Historikerin Helen Roche hat er in privaten Gesprächen als Zeitzeuge unterstützt. Im hohen Alter hat Schikore im Namen der Osterholz-Scharmbecker Bürgerinnen und Bürger im März 2022 eine „Resolution für Frieden und Freiheit“ an die Botschaft der Russischen Föderation verfasst gegen den Überfall Russlands auf die Ukraine.

## Auszeichnungen und Würdigungen
- Gedenktafel im Foyer des Hansa-Gymnasiums zu Stralsund , 18439 Stralsund, Fährwall 19; feierliche Enthüllung am 20. Januar 2000[7] mit einem Grußwort[8] des Kultusministers von Mecklenburg-Vorpommern.
- Unter Beisein eines Fernseh-Teams des Norddeutschen Rundfunks[9] ein auch für die Öffentlichkeit geplantes Zeitzeugen-Interview der Oberstufe des Hansa-Gymnasiums[10] mit Klaus Schikore am 17. November 2023 aus Anlass des 75. Jahrestages seiner Verhaftung in der Schule 1948

## Schriften
- Kennungen – Landmarken einer Wandlung; 2. Auflage. Karin Fischer, Aachen 1994, ISBN 3-927854-92-1.
- Trennungen – Zwischen Verbannung und Heimkehr; Stock & Stein, Schwerin 2000, ISBN 3-932370-51-1.
- Zeit der Kormorane – Lyrik; edition anthrazit Karin Fischer, Aachen 2000, ISBN 3-89514-258-1.
- Wir müssen ihre Last wohl tragen – Rückblicke eines Grenzgängers zwischen West und Ost; Karin Fischer, Aachen 2006, ISBN 978-3-89514-642-8.
- Aus bewegter Zeit – Gesammelte Gedichte 1949–1999; Renaissance, Wetzlar 2009, ISBN 978-3-939442-57-8.
- Geflammter Ginster – Fremde Flammenzeichen (Lyrik); Renaissance, Wetzlar 2016, ISBN 978-3-939442-39-4.
- Die verurteilte Generation (Erinnerung – Rechenschaft – Mahnung); epubli Osterholz-Scharmbeck/Berlin 2018, ISBN 978-3-7467-0493-7.
- Zurück gefragt – nach vorne geschaut – Der politisch-historische Nachlass eines Neunzigjährigen; epubli Osterholz-Scharmbeck/Berlin 2020, ISBN 978-3-7529-7204-7.
- Bin ein Stück doch von euch...(Abschiedsgruß an die Heimat) Lyrik; epubli Osterholz-Scharmbeck/Berlin 2020, ISBN 978-3-7531-2773-6.
- Gegen das Vergessen – Stimmen hinter Mauern und Stacheldraht; epubli Osterholz-Scharmbeck/Berlin 2021, ISBN 978-3-7531-7661-1.
- SCHIKO Portraitskizzen: Der Schulmeister aus einem vergangenen Jahrhundert – Eine kleine lokale Zeitgeschichte; epubli Osterholz-Scharmbeck/Berlin 2022, ISBN 978-3-7549-3878-2.